# Ривест, Рональд Линн
Ро́нальд Линн Риве́ст (англ. Ronald Linn Rivest; род. 1947, Скенектади, Нью-Йорк) — американский специалист по криптографии. Имеет звание «профессора имени Эндрю и Эрны Витерби по компьютерным наукам» на «факультете электротехники и компьютерных наук» MIT (EECS) и состоит в штате кафедры CSAIL в MIT. С 2015 года Институтский профессор MIT. Также является членом лаборатории «Теория вычислений» и лидером группы «Криптография и информационная безопасность».

## Биография
Рон Ривест вырос в городе Нискейуна, расположенном в пригороде города Скенектади (штат Нью-Йорк). В 1965 году окончил обучение в государственной школе «Niskayuna high school». В 1969 году получил степень бакалавра по математике в Йельском университете, а в 1974 году — учёную степень доктора (англ. Ph.D) по компьютерным наукам в Стенфордском университете.

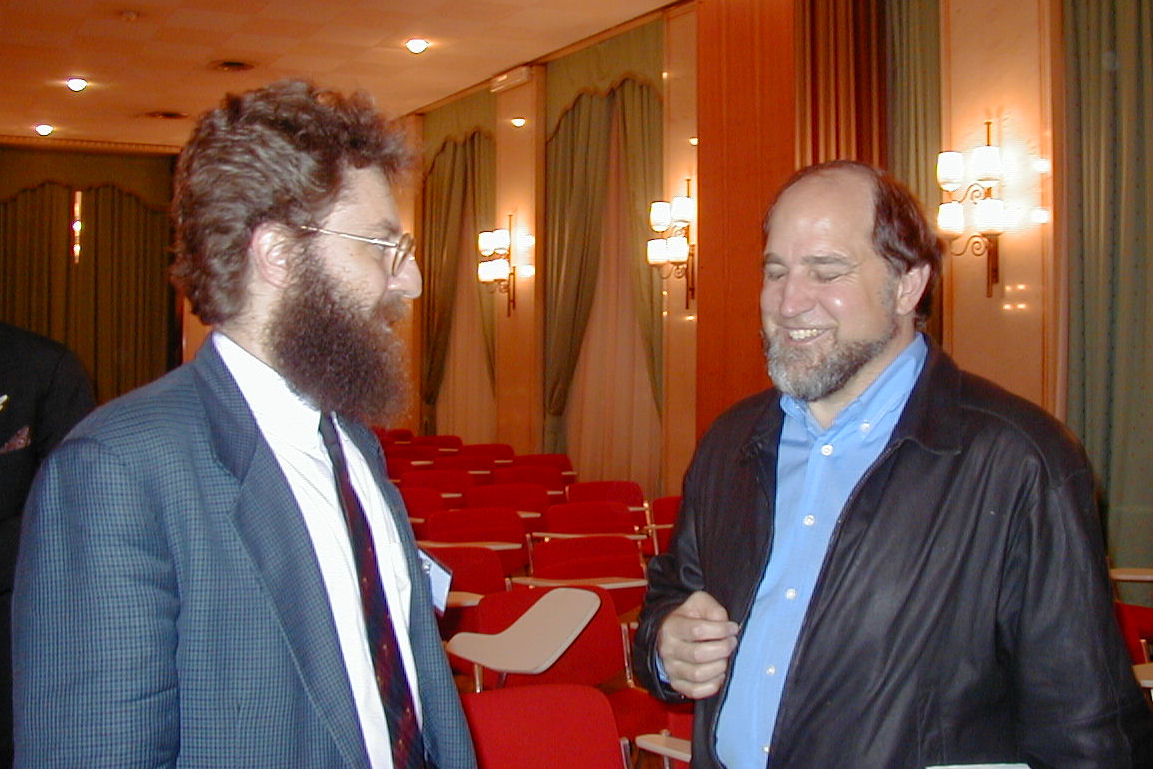
Corrado Giustozzi и Рональд Ривест (справа) на конференции по AES в Риме, 1999

В Стенфордском университете работал в области искусственного интеллекта, но вскоре понял, что его настоящая страсть — математика и теоретическая информатика.
Ривест учился у лучших преподавателей. Руководителем Ривеста был доктор Роберт Флойд — лауреат премии Тьюринга. Ривест тесно сотрудничал с Доном Кнутом (лауреатом премии Тьюринга).
После аспирантуры Ривест занял должность пост-доктора во французском институте «INRIA» (город Rocquencourt, Франция) и работал над компьютерными алгоритмами. Позже вернулся в США и стал работать в MIT.
В настоящее время Ривест имеет звание «профессора имени Эндрю и Эрны Витерби» на «факультете электротехники и компьютерных наук» в MIT и занимается преподаванием курсов в области компьютерных наук и искусственного интеллекта. Также Ривест является членом лаборатории MIT «Computer science and artificial intelligence laboratory» (CSAIL). Ривест основал группу «Криптография и информационная безопасность».

## Научная деятельность

### Компьютерная безопасность и криптография
Научные интересы Ривеста лежат в областях криптографии, компьютерной и сетевой безопасности, и криптографических алгоритмах. Ривест изобрёл симметричные алгоритмы шифрования RC2, RC4, RC5, принимал участие в разработке RC6. RC1 также никогда не был опубликован. Во время разработки алгоритма RC3 обнаружилась уязвимость. Аббревиатура «RC» означает «шифр Ривеста» (англ. Rivest cipher) или, неформально, «код Рона» (англ. Ron’s code).
Помимо RC, Ривест создал хеш-функции MD2, MD4, MD5, MD6.
Ривест — один из авторов алгоритма RSA (вместе с Ади Шамиром и Леонардом Адлеманом).
Ривест является соавтором учебника «Алгоритмы: построение и анализ» (совместно с Томасом Корменом, Чарльзом Лейзерсоном и Клиффордом Штайном). Учебник считается фундаментальным трудом в области алгоритмов. Только в США за 20 лет было продано около 500 000 копий этой книги.

### Система голосования ThreeBallot
В 2006 году Ривест опубликовал работы по созданию системы голосования «ThreeBallot». «ThreeBallot» позволяет избирателю удостовериться в том, что его голос учтён на выборах, при этом сохраняя полную конфиденциальность. Что интересно, система никоим образом не относится с криптографией. Голосование является и тайным, и проверяемым самим избирателем. Ривест опубликовал систему как общественное достояние, под девизом «Наша демократия слишком важна».
Принцип работы системы голосования следующий.
- Избирателю предлагается заполнить бюллетень, состоящий из 3-х почти одинаковых частей (англ. ballot). На каждой из частей записан уникальный номер; этот номер — единственное, чем отличаются части. Части можно оторвать друг от друга.
- Для голосования «за» требуется поставить «галочки» напротив фамилий кандидатов в двух или трёх частях. Для голосования «против» требуется поставить «галочку» только в одной из 3-х частей.

Суммарное число «галочек», стоящих напротив фамилий кандидатов, по 3-м частям должно быть как минимум 1 (то есть, напротив фамилии каждого кандидата нужно поставить минимум по одной «галочке»). Также нельзя выбирать более одного кандидата.
- Заполненный бюллетень следует опустить в специальную машину. Машина выдаст избирателю копию 3-х частей («квитанцию»).
- После подсчёта голосов результаты публикуются вместе со списком уникальных номеров частей. Проверив наличие в списке 3-х своих уникальных номеров, избиратель может убедиться в том, что голос был учтён, сохраняя анонимность.

## История создания RSA
RSA — криптографический алгоритм с открытым ключом, основывающийся на вычислительной сложности задачи факторизации больших целых чисел. Криптосистема RSA стала первой системой, пригодной и для шифрования и подписывания данных. Алгоритм RSA используется в большом числе криптографических приложений, включая PGP, S/MIME, TLS/SSL, IPsec/IKE и других. В MIT Рональд познакомился с Леонардом Адлеманом и Ади Шамиром. После публикации статьи Диффи Уитфилда и Мартина Хеллмана о концепции симметричных шифров, Ривест заинтересовался возможностью существования односторонней функции, которая удовлетворяла бы требованиям асимметричного шифра. В то время Ривест, Адлеман и Шамир были исследователями и работали в лаборатории вычислительной техники MIT. Они составили великолепную команду. Рональд был специалистом в области теории вычислительных машин и систем, обладал исключительной способностью впитывать новые идеи и применять их в самых неожиданных областях. Он всегда был в курсе последних научных статей, служивших источником его идей, каждый раз предлагая причудливые и поразительные кандидатуры на лежащие в основе асимметричного шифра односторонние функции. Шамир также регулярно генерировал идеи по созданию асимметричного шифра, но и они также неизменно оказывались ошибочными. Адлеман был занят преимущественно тем, что выискивал в идеях Ривеста и Шамира недостатки и слабые места, гарантируя тем самым, что они не станут впустую тратить время. Ривест и Шамир потратили год, предлагая новые идеи, а Адлеман — отвергая их. В апреле 1977 года Ривест в ночь на праздник еврейской Пасхи сделал открытие, но состоялось оно только благодаря длившемуся целый год сотрудничеству с Шамиром и Адлеманом. На следующее утро Ривест передал статью Адлеману, который на этот раз не смог найти изъянов в работе. И в августе 1977 года в колонке «Математические игры» Мартина Гарднера в журнале «Scientific american», с разрешения Рональда Ривеста появилось первое описание криптосистемы RSA. После публикации Мартина Гарднера полное описание новой криптосистемы любой желающий мог получить, выслав по почте запрос Рональду Ривесту, с приложенным конвертом с обратным адресом и марками на 35 центов. Полное описание новой криптосистемы было опубликовано в журнале «Communications of the ACM» в феврале 1978 года. Далее Ривест совместно Адлеманом и Шамиром основали компанию RSA Data Security для выпуска RSA-чипов. Адлеман был президентом компании, Ривест — председателем правления, А Шамир — казначеем. В 1983 году RSA Data Security была куплена компанией «Security dynamics». Объединённая компания была переименована в «RSA Security», а в 2006 году затем была приобретена «EMC».

## Награды и премии
Ривест получил почётную степень («laurea honoris causa») в Римском университете, является финалистом 2002 World Technology Award for Communications Technology и сотрудничает с World Technology Network.
Полный перечень заслуженных наград и полученных премий:
- 1991 — AAAS Fellow (American Association for the Advancement of Science)
- 1996 — National Computer Systems Security Award
- 1997 — Премия Канеллакиса
- 2000 — Secure Computing Lifetime Achievement Award (совместно с Ади Шамиром и Л. Адлеманом)
- 2000 — Премия в области компьютеров и коммуникаций имени Кодзи Кобаяси (совместно с А. Шамиром и Л. Адлеманом)
- 2002 — Laurea Honoris Causa, University of Rome La Sapienza
- 2002 — Премия Тьюринга (совместно с А. Шамиром и Л. Адлеманом)
- 2005 — MITX Lifetime Achievement Award
- 2007 — Премия Маркони
- 2007 — Computers, Freedom and Privacy Conference «Distinguished Innovator» award
- 2008 — Burgess and Elizabeth Jamieson Award от MIT EECS Dept.
- 2008 — An honorary doctorate (the doctorat honoris causa) from the Louvain School of Engineering at the Universite Catholique de Louvain (UCL)
- 2009 — NEC C&C Prize (совместно с А. Шамиром и Л. Адлеманом)
- 2010 — Killian Faculty Achievement Award от MIT
- 2011 — RSA 2011 Conference Lifetime Achievement Award (совместно с А. Шамиром и Л. Адлеманом)
- 2012 — National Cyber Security Hall of Fame Award — премия, которая выдаётся за выдающиеся работы в области компьютерной безопасности
- 2017 — BBVA Foundation Frontiers of Knowledge Awards

В конце февраля 2009 года Ривест занимал 5 место в списке самых цитируемых авторов в проекте CiteSeer.

## Профессиональные сообщества
Рональд является членом и сотрудником Ассоциации вычислительной техники. В 1990 стал членом академии National Academy of Engineering. В 2004 году стал членом ассоциации и работал в качестве директора International Association for Cryptologic Research. И в этом же году стал членом академии National Academy of Science. А также является сотрудником института IEEE. Также Рональд Ривест является участником консультативных советов EPIC Advisory Board (правозащитный исследовательский центр) и Verified Voting Foundation Advisory Board, которая является неправительственной организацией, работающей на точность и целостность проверяемых выборов. А также был директором ассоциации финансовой криптографии.